# تيم كويل
تيم كويل (بالإنجليزية: Tim Coyle)‏ (27 يوليو 1960 في أستراليا - ) هو لاعب كريكت أسترالي. لعب مع فريق تسمانيا للكريكت.

## وصلات خارجية
- تيم كويل على موقع إي آس بي آن كريك إنفو (الإنجليزية)